# Bálint Benedek
Bálint Benedek (Szentkatolna, 1860. május 20. – Békéscsaba, 1920. szeptember 20.) fametsző, grafikus, iparművész. Testvére, Szentkatolnai Bálint Gábor (1844–1913) nyelvész és orientalista volt.

## Életpályája
Szülei Bálint Endre és Illyés Ágnes voltak. Elemi iskoláját Szentkatolna római katolikus felekezeti iskolájában kezdte meg, majd Kézdivásárhelyen tanult tovább. 1876–1880 között a Mintarajziskolában (Magyar Képzőművészeti Egyetem) tanult, ahol Morelli Gusztáv (1848–1909) tanítványa volt. 1881–1883 között Párizsban tartózkodott; 1885-től itthon, Budapesten dolgozott. 1885–1902 között a Morelli-műhely fametszője volt. 1902–1912 között Kézdivásárhelyen rajztanárként dolgozott. 1912–1913 között az orosházi állami polgári fiúiskolában tanított. 1913–1920 között Békéscsabán oktatott.

### Munkássága
Az egyik legjobb technikájú magyar fametsző volt. Munkácsy Mihály festményeinek és rajzainak sokszorosítója volt. Illusztrációkat metszett fába, székely népi stílusban iparművészeti munkákat is készített. Tüllre varrott új csipketechnikájával nagy feltűnést keltett.

## Kiállításai
- 1906 Torda
- 1909 Budapest, Kolozsvár
- 1910 Gyergyószentmiklós
- 1911 Brassó
- 1913 Orosháza
- 1996 Szentkatolna

## Művei
- A székely népművészetről (Erdély, 1907)